# Persone di nome Catherine
| Questa pagina contiene informazioni ricavate automaticamente dalle voci biografiche con l'ausilio del template Bio e di un bot. L'aggiornamento è periodico e automatico e ricostruisce completamente la pagina. Se manca una persona in questa lista, sei pregato di non aggiungerla, ma accertati piuttosto che la sua voce biografica contenga il template Bio e che i dati anagrafici siano correttamente compilati. Se il template Bio manca, inseriscilo tu stesso o, in alternativa, metti l'avviso {{tmp\|Bio}} che ne segnala la mancanza. Se i dati riportati sono sbagliati, correggi direttamente la voce biografica; le modifiche saranno visibili in questa lista entro pochi giorni. Per chiarimenti vedi il progetto antroponimi. La lista contiene solo le 233 persone che sono citate nell'enciclopedia e per le quali è stato implementato correttamente il template Bio. Pagina aggiornata al 22 lug 2025. |

Questa è una lista di persone presenti nell'enciclopedia che hanno il nome Catherine, suddivise per attività principale.

## Arrampicatrici(1)
- Catherine Destivelle, arrampicatrice e alpinista francese (Orano, n. 1960)

## Artiste(1)
- Kate Greenaway, artista e scrittrice britannica (Hoxton, n. 1846 - Londra, † 1901)

## Astrofisiche(1)
- Catherine Cesarsky, astrofisica francese (Ambazac, n. 1943)

## Astronaute(1)
- Catherine Coleman, ex astronauta e chimica statunitense (Charleston, n. 1960)

## Atlete paralimpiche(2)
- Catherine Bader-Bille, ex atleta paralimpica tedesca (Lipsia, n. 1965)
- Catherine Debrunner, atleta paralimpica svizzera (Mettendorf, n. 1995)

## Attiviste(1)
- Catherine Shipe East, attivista statunitense (Barboursville, n. 1916 - Ithaca, † 1996)

## Attrici(48)
- Catherine Allégret, attrice francese (Neuilly-sur-Seine, n. 1946)
- Catherine Bach, attrice statunitense (Warren, n. 1954)
- Catherine Bell, attrice e ex modella britannica (Londra, n. 1968)
- Cate Blanchett, attrice e produttrice cinematografica australiana (Melbourne, n. 1969)
- Kate Bosworth, attrice statunitense (Los Angeles, n. 1983)
- Catherine Burns, attrice statunitense (New York, n. 1945 - Lynden, † 2019)
- Catherine Lloyd Burns, attrice statunitense (New York, n. 1961)
- Catherine Calvert, attrice statunitense (Baltimora, n. 1890 - Long Island, † 1971)
- Catherine E. Coulson, attrice e scenografa statunitense (Elmhurst, n. 1943 - Ashland, † 2015)
- Catherine Cox, attrice e cantante statunitense (Toledo, n. 1950)
- Catherine Craig, attrice statunitense (Bloomington, n. 1915 - Santa Barbara, † 2004)
- Catherine Curtin, attrice statunitense (New York, n. 1970)
- Catherine Deneuve, attrice, attivista e produttrice cinematografica francese (Parigi, n. 1943)
- Catherine Dent, attrice statunitense (Baton Rouge, n. 1965)
- Catherine Doucet, attrice statunitense (Richmond, n. 1875 - New York City, † 1958)
- Catherine Ferrar, attrice statunitense (Waterbury, n. 1946)
- Catherine Frot, attrice francese (Parigi, n. 1956)
- Catherine Fulop, attrice, fotografa e modella venezuelana (Caracas, n. 1965)
- Catherine Hessling, attrice francese (Moronvilliers, n. 1900 - La Celle-Saint-Cloud, † 1979)
- Catherine Hickland, attrice statunitense (Fort Lauderdale, n. 1956)
- Catherine Hicks, attrice statunitense (New York, n. 1951)
- Kate Jackson, attrice statunitense (Birmingham, n. 1948)
- Catherine Jacob, attrice francese (Parigi, n. 1956)
- Catherine Jourdan, attrice francese (Azay-le-Rideau, n. 1948 - Parigi, † 2011)
- Catherine Keener, attrice statunitense (Miami, n. 1959)
- Catherine Kellner, attrice statunitense (Manhattan, n. 1970)
- Katy Manning, attrice britannica (Guildford, n. 1946)
- Catherine Marchal, attrice francese (Parigi, n. 1967)
- Catherine McCormack, attrice britannica (Alton, n. 1972)
- Catherine Mouchet, attrice francese (Parigi, n. 1959)
- Catherine O'Hara, attrice e doppiatrice canadese (Toronto, n. 1954)
- Catherine Oxenberg, attrice statunitense (New York City, n. 1961)
- Catherine Reitman, attrice, produttrice televisiva e sceneggiatrice canadese (Los Angeles, n. 1981)
- Catherine Rich, attrice francese (Parigi, n. 1932 - Parigi, † 2021)
- Catherine Rouvel, attrice francese (Marsiglia, n. 1939)
- Rosalind Russell, attrice statunitense (Waterbury, n. 1907 - Beverly Hills, † 1976)
- Katey Sagal, attrice, doppiatrice e cantante statunitense (Los Angeles, n. 1954)
- Catherine Salée, attrice belga
- Catherine Schell, attrice ungherese (Budapest, n. 1944)
- Catherine Scorsese, attrice statunitense (New York, n. 1912 - New York, † 1997)
- Catherine Spaak, attrice, cantante e conduttrice televisiva belga (Boulogne-Billancourt, n. 1945 - Roma, † 2022)
- Catherine Steadman, attrice britannica (Oxford)
- Catherine Mary Stewart, attrice canadese (Edmonton, n. 1959)
- Catherine Sutherland, attrice australiana (Blacktown, n. 1974)
- Catherine Taber, attrice statunitense (n. 1979)
- Catherine Tate, attrice e comica britannica (Bloomsbury, n. 1969)
- Catherine Wilkening, attrice francese (Digione, n. 1963)
- Catherine Zeta-Jones, attrice britannica (Swansea, n. 1969)

## Attrici teatrali(2)
- Kitty Clive, attrice teatrale britannica (n. 1711 - † 1785)
- Catherine-Joséphine Duchesnois, attrice teatrale francese (Saint-Saulve, n. 1777 - Parigi, † 1835)

## Avvocate(1)
- Catherine Cortez Masto, avvocato e politica statunitense (Las Vegas, n. 1964)

## Calciatrici(1)
- Catherine Bott, calciatrice neozelandese (Wellington, n. 1995)

## Canottiere(2)
- Catherine Bishop, ex canottiera britannica (Leigh-on-Sea, n. 1971)
- Catherine Greves, canottiera britannica (Londra, n. 1982)

## Cantanti(10)
- Catherine Britt, cantante australiana (Newcastle, n. 1984)
- Kate Ceberano, cantante e personaggio televisivo australiana (Melbourne, n. 1966)
- Cathy Dennis, cantante, compositrice e produttrice discografica britannica (Norwich, n. 1969)
- Catherine Ferry, cantante francese (Ivry-sur-Seine, n. 1953)
- Kay McCarthy, cantante, musicista e scrittrice irlandese (Dublino, n. 1947)
- Kate Pierson, cantante e polistrumentista statunitense (Weehawken, n. 1948)
- Catherine Ribeiro, cantante e attrice francese (Lione, n. 1941 - Martigues, † 2024)
- Catherine Ringer, cantante, ballerina e attrice pornografica francese (Suresnes, n. 1957)
- Catherine Russell, cantante statunitense (New York, n. 1956)
- Catherine Sauvage, cantante e attrice francese (Nancy, n. 1929 - Bry-sur-Marne, † 1998)

## Cantautrici(5)
- The Anchoress, cantautrice, polistrumentista e scrittrice gallese (West Glamorgan, n. 1985)
- Catherine Lara, cantautrice, arrangiatrice e produttrice discografica francese (Poissy, n. 1945)
- Kate Bush, cantautrice, musicista e ballerina britannica (Bexleyheath, n. 1958)
- Catherine Feeny, cantautrice statunitense (n. 1976)
- Slayyyter, cantautrice statunitense (Saint Louis, n. 1996)

## Cestiste(10)
- Cathy Benedetto, ex cestista e allenatrice di pallacanestro statunitense (n. 1946)
- Catherine Bosero, ex cestista francese (Épinay-sur-Seine, n. 1961)
- Cathy Boswell, ex cestista statunitense (Joliet, n. 1962)
- Catherine Clezardin, ex cestista francese (Montluçon, n. 1962)
- Cathy Rush, ex cestista e allenatrice di pallacanestro statunitense (Atlantic City, n. 1947)
- Cathy Joens, ex cestista statunitense (Irvine, n. 1981)
- Cathy Lingenga, ex cestista della Repubblica Democratica del Congo (Mbandaka, n. 1960)
- Catherine Malfois, ex cestista e allenatrice di pallacanestro francese (Parigi, n. 1955)
- Cathy Melain, ex cestista e allenatrice di pallacanestro francese (Rennes, n. 1974)
- Catherine Shava, ex cestista keniota (Kakamega, n. 1965)

## Chimiche(1)
- Catherine T. Hunt, chimica statunitense (Bronxville, n. 1955)

## Cicliste su strada(1)
- Catherine Marsal, ex ciclista su strada francese (Metz, n. 1971)

## Conduttrici televisive(1)
- Cat Deeley, conduttrice televisiva, attrice e modella inglese (Birmingham, n. 1976)

## Costumiste(2)
- Catherine Leterrier, costumista francese (Aix-les-Bains, n. 1942)
- Catherine Zuber, costumista inglese (Londra, n. 1951)

## Criminali(2)
- Catherine Gillies, criminale statunitense (Santa Cruz, n. 1949 - Cave Junction, † 2018)
- Catherine Share, criminale statunitense (Parigi, n. 1942)

## Critiche d'arte(1)
- Catherine David, critica d'arte e scrittrice francese (Parigi, n. 1954)

## Critiche letterarie(1)
- Catherine Belsey, critica letteraria britannica (Salisbury, n. 1940 - † 2021)

## Danzatrici(2)
- Catherine Hurlin, danzatrice statunitense (New York, n. 1996)
- Margaret Scott, ballerina sudafricana (Johannesburg, n. 1922 - Melbourne, † 2019)

## Doppiatrici(1)
- Cathy Cavadini, doppiatrice statunitense (Long Beach, n. 1961)

## Drammaturghe(1)
- Catherine Chisholm Cushing, commediografa e paroliera statunitense (Mount Perry, n. 1874 - New York, † 1952)

## Economiste(1)
- Catherine Day, economista irlandese (Dublino, n. 1954)

## Filantrope(3)
- Catherine Mumford, filantropa inglese (Ashbourne, n. 1829 - Clacton-on-Sea, † 1890)
- Catherine Potter, filantropa inglese (Gayton Hall, n. 1847 - Londra, † 1929)
- Catherine Wolfe Bruce, filantropa statunitense (New York, n. 1816 - New York, † 1900)

## Filosofe(2)
- Catherine Chalier, filosofa francese
- Catherine Malabou, filosofa francese (Sidi Bel Abbès, n. 1959)

## Fisiologhe(1)
- Catherine Barthélémy, fisiologa e psichiatra francese (Adriers, n. 1946)

## Giornaliste(5)
- Catherine Belton, giornalista e scrittrice britannica (n. 1973)
- Catherine Guigon, giornalista e scrittrice francese (n. 1949)
- Lucy Hawking, giornalista e educatrice inglese (n. 1970)
- Cathy Kelley, giornalista statunitense (Oak Park, n. 1988)
- Catherine Alicia Young, giornalista e scrittrice statunitense (Mosca, n. 1963)

## Hockeiste su ghiaccio(1)
- Catherine Ward, hockeista su ghiaccio canadese (n. 1987)

## Imprenditrici(1)
- Cathy Guetta, imprenditrice, attrice e personaggio televisivo francese (Dakar, n. 1963)

## Infermiere(1)
- Catherine Jane Wood, infermiera britannica (Londra, n. 1841 - Hartfield, † 1930)

## Inventrici(1)
- Catherine Hettinger, inventrice statunitense (Orlando, n. 1954)

## Judoka(2)
- Catherine Beauchemin-Pinard, judoka canadese (Montreal, n. 1994)
- Catherine Fleury-Vachon, ex judoka francese (Parigi, n. 1966)

## Lunghiste(1)
- Kathy McMillan, ex lunghista statunitense (Raeford, n. 1957)

## Maratonete(1)
- Catherine Bertone, maratoneta e fondista di corsa in montagna italiana (Bursa, n. 1972)

## Mezzofondiste(2)
- Catherine Reline Amanang'ole, mezzofondista e maratoneta keniota (n. 2002)
- Catherine Chikwakwa, ex mezzofondista malawiana (Blantyre, n. 1985)

## Militari(1)
- Catherine De Bolle, ex militare e poliziotta belga (Alost, n. 1970)

## Modelle(3)
- Catherine Gude, modella norvegese (n. 1966)
- Catherine McCord, supermodella e attrice statunitense (Louisville, n. 1974)
- Catherine McNeil, supermodella australiana (Brisbane, n. 1989)

## Nobildonne(13)
- Catherine Carey, contessa di Nottingham, nobildonna inglese (n. 1550 - Westminster, † 1603)
- Catherine Glynne, nobildonna gallese (Castello di Hawarden, n. 1812 - Castello di Hawarden, † 1900)
- Katherine Wotton, nobildonna inglese (Boughton Malherbe, n. 1609 - Londra, † 1667)
- Catherine Herbert, nobildonna inglese (Londra, n. 1814 - Inveresk, † 1886)
- Catherine Howard, nobildonna inglese (Lambeth, n. 1521 - Londra, † 1542)
- Catherine Hübscher, nobildonna francese (Goldbach-Altenbach, n. 1753 - Parigi, † 1835)
- Catherine Manners, nobildonna inglese († 1780)
- Catherine Montacute, contessa di Salisbury, nobildonna inglese († 1349)
- Catherine Pakenham, nobildonna irlandese (Dublino, n. 1773 - Londra, † 1831)
- Catherine Ponsonby, nobildonna inglese (n. 1742 - † 1789)
- Catherine Shorter, nobildonna inglese (n. 1682 - † 1737)
- Catherine Willoughby, nobildonna inglese (Inghilterra, n. 1519 - Lincolnshire, † 1580)
- Catherine-Charlotte de Gramont, nobildonna francese (n. 1639 - Parigi, † 1678)

## Nobili(7)
- Catherine Carey, nobile (n. 1524 - † 1569)
- Catherine Henriette de Balzac d'Entragues, nobile francese (Orléans, n. 1579 - Parigi, † 1633)
- Catherine Grey, nobile britannica (Bradgate Park, n. 1540 - Cockfield Hall, † 1568)
- Catherine Pegge, nobile britannica
- Catherine de Vivonne de Rambouillet, nobile francese (Roma, n. 1588 - Parigi, † 1665)
- Catherine Sedley, nobile britannica (n. 1657 - Bath, † 1717)
- Catherine Woodville, nobile inglese (n. 1458 - † 1497)

## Nuotatrici(8)
- Catherine Carr, ex nuotatrice statunitense (Albuquerque, n. 1954)
- Catie DeLoof, nuotatrice statunitense (Grosse Pointe, n. 1997)
- Catherine Fox, ex nuotatrice statunitense (Roeland Park, n. 1977)
- Catherine Gibson, nuotatrice britannica (Motherwell, n. 1931 - Kirkcaldy, † 2013)
- Catherine Kunin, nuotatrice artistica israeliana (n. 2006)
- Katie Meili, ex nuotatrice statunitense (Carrollton, n. 1991)
- Catherine Plewinski, ex nuotatrice francese (Courrières, n. 1968)
- Catherine Poirot, ex nuotatrice francese (Tours, n. 1963)

## Ostacoliste(1)
- Catherine Scott, ex ostacolista e velocista giamaicana (Clarendon, n. 1973)

## Pattinatrici di velocità su ghiaccio(1)
- Cathy Priestner, ex pattinatrice di velocità su ghiaccio canadese (Windsor, n. 1956)

## Pianiste(1)
- Catherine Collard, pianista francese (n. 1947 - † 1993)

## Pittrici(3)
- Kate Dickens, pittrice britannica (Londra, n. 1839 - Londra, † 1929)
- Catherine Read, pittrice scozzese (Dundee, n. 1723 - Chennai, † 1778)
- Catherine Serebriakoff, pittrice russa (Neskučnoe, n. 1913 - Parigi, † 2014)

## Poetesse(1)
- Catherine Pozzi, poetessa e saggista francese (Parigi, n. 1882 - Parigi, † 1934)

## Politiche(11)
- Catherine Ashton, politica britannica (Upholland, n. 1956)
- Catherine Barbaroux, politica francese (Parigi, n. 1949)
- Catherine Colonna, politica e diplomatica francese (Tours, n. 1956)
- Catherine Denguiadé, politica centrafricana (Fort Archambault, n. 1949)
- Catherine Fonck, politica belga (Ciney, n. 1968)
- Catherine Lalumière, politica francese (Rennes, n. 1935)
- Catherine McKenna, politica canadese (Hamilton, n. 1971)
- Catherine Samba-Panza, politica centrafricana (Fort-Lamy, n. 1954)
- Catherine Small Long, politica statunitense (Dayton, n. 1924 - Chevy Chase, † 2019)
- Catherine Stihler, politica britannica (Bellshill, n. 1973)
- Catherine Tizard, politica e attivista neozelandese (Auckland, n. 1931 - Auckland, † 2021)

## Produttrici cinematografiche(1)
- Catherine Winder, produttrice cinematografica statunitense (Toronto)

## Registe(3)
- Catherine Binet, regista francese (Tours, n. 1944 - Parigi, † 2006)
- Catherine Breillat, regista, sceneggiatrice e scrittrice francese (Bressuire, n. 1948)
- Catherine Corsini, regista e sceneggiatrice francese (Dreux, n. 1956)

## Religiose(1)
- Catherine McAuley, religiosa irlandese (Stormanstown House, n. 1778 - Dublino, † 1841)

## Sceneggiatrici(1)
- Catherine Carr, sceneggiatrice statunitense (Austin, n. 1880 - Hollywood, † 1941)

## Scenografe(1)
- Catherine Martin, scenografa, costumista e produttrice cinematografica australiana (Lindfield, n. 1965)

## Schermitrici(1)
- Catherine Dunnette, schermitrice canadese (Calgary, n. 1980)

## Sciatrici alpine(6)
- Catherine Borghi, ex sciatrice alpina svizzera (Ormont-Dessous, n. 1976)
- Cathy Chedal, ex sciatrice alpina francese (Brides-les-Bains, n. 1968)
- Catherine Cuche, ex sciatrice alpina svizzera (n. 1947)
- Catherine E. Lussier, ex sciatrice alpina canadese (n. 1974)
- Catherine Lussier, ex sciatrice alpina canadese (n. 1966)
- Catherine Quittet, ex sciatrice alpina francese (Megève, n. 1964)

## Scrittrici(20)
- Catherine Aird, scrittrice britannica (Huddersfield, n. 1930 - Huddersfield, † 2024)
- Catherine Asaro, scrittrice statunitense (Oakland, n. 1955)
- Catherine Banner, scrittrice britannica (Cambridge, n. 1989)
- Catherine Belkhodja, scrittrice, attrice e regista francese (Algeri, n. 1955)
- Catherine Butterfield, scrittrice, commediografa e attrice statunitense (Manhattan, n. 1958)
- Catherine Carswell, scrittrice e giornalista scozzese (Glasgow, n. 1879 - Oxford, † 1946)
- Catherine Chidgey, scrittrice neozelandese (Auckland, n. 1970)
- Catherine Crowe, scrittrice britannica (Borough Green, n. 1790 - Folkestone, † 1872)
- Catherine Cusset, scrittrice francese (Parigi, n. 1963)
- Catherine Dickens, scrittrice inglese (Edimburgo, n. 1815 - Londra, † 1879)
- Catherine Dunne, scrittrice irlandese (Dublino, n. 1954)
- Catherine Lacey, scrittrice statunitense (Tupelo, n. 1985)
- C. L. Moore, scrittrice e sceneggiatrice statunitense (Indianapolis, n. 1911 - Hollywood, † 1987)
- C. E. Morgan, scrittrice statunitense (Cincinnati, n. 1976)
- Catherine O'Flynn, scrittrice britannica (Birmingham, n. 1970)
- Catherine Poulain, scrittrice francese (Barr, n. 1960)
- Catherine Robbe-Grillet, scrittrice e attrice francese (Parigi, n. 1930)
- Catherine Ryan Hyde, scrittrice statunitense (Buffalo, n. 1955)
- Kay Thompson, scrittrice, cantautrice e ballerina statunitense (St. Louis, n. 1909 - Manhattan, † 1998)
- Catherine Webb, scrittrice britannica (Londra, n. 1986)

## Sensitive(1)
- Catherine Théot, sensitiva francese (Barenton, n. 1716 - Parigi, † 1794)

## Soprani(4)
- Catherine Bott, soprano britannico (Regno Unito, n. 1952)
- Catherine Hayes, soprano irlandese (Limerick, n. 1818 - Kent, † 1861)
- Catherine Malfitano, soprano statunitense (New York, n. 1948)
- Catherine Tofts, soprano inglese (n. 1685 - † 1756)

## Stiliste(1)
- Catherine Malandrino, stilista francese (Grenoble, n. 1963)

## Storiche(2)
- Catherine Brice, storica francese (n. 1957)
- Drew Gilpin Faust, storica statunitense (New York, n. 1947)

## Tenniste(7)
- Catherine Barclay, ex tennista australiana (Sydney, n. 1973)
- Catherine Bellis, ex tennista statunitense (San Francisco, n. 1999)
- Kate Gillou, tennista francese (Parigi, n. 1887 - Parigi, † 1964)
- Catherine Harrison, tennista statunitense (Memphis, n. 1994)
- Caty McNally, tennista statunitense (Cincinnati, n. 2001)
- Catherine Suire, ex tennista francese (Antananarivo, n. 1959)
- Catherine Tanvier, ex tennista e scrittrice francese (Tolosa, n. 1965)

## Tiratrici a volo(1)
- Catherine Skinner, tiratrice a volo australiana (Mansfield, n. 1990)

## Umaniste(1)
- Catherine de Parthenay, umanista, poeta e mecenate francese (Mouchamps, n. 1554 - Mouchamps, † 1631)

## Velociste(2)
- Cathy Freeman, ex velocista australiana (Mackay, n. 1973)
- Catherine Hardy, velocista statunitense (Carrollton, n. 1930 - Atlanta, † 2017)

## Wrestler(2)
- Lana, wrestler statunitense (Gainesville, n. 1985)
- Cat Power, wrestler canadese (North Sydney, n. 1984)

## Senza attività specificata(7)
- Catherine Douglas, scozzese
- Catherine Eddowes, inglese (Wolverhampton, n. 1842 - Londra, † 1888)
- Caterina Jarrige, francese (Doumis, n. 1754 - Mauriac, † 1836)
- Katia Krafft, vulcanologa francese (Soultz-Haut-Rhin, n. 1942 - Monte Unzen, † 1991)
- Catherine Middleton, britannica (Reading, n. 1982)
- Catherine Repond, svizzera (Villarvolard, n. 1663 - Friburgo, † 1731)
- Catherine Trianon, francese (n. 1627 - Vincennes, † 1681)